# Protesterna i Brasilien 2013
Protesterna i Brasilien 2013, även känt som Salladsrevolten och den Brasilianska våren, syftar på den pågående proteströrelsen för bättre sociala villkor i landet, framförallt initierat av Movimento Passe Livre. Upphovet till proteströrelsen, som nu spridits till en rad städer i landet, var en kritik mot de höjda biljettpriserna för resor med buss, tåg och tunnelbana. Efter hand har dock andra frågor tillkommit, såsom polisbrutalitet och kritik mot att så mycket pengar gått till storslagna nya och ombyggda fotbollsarenor, istället för att satsa på skolor, kollektivtrafik och annat. Liksom i andra stora proteströrelser under senare år har social media spelat en stor roll.

## Bakgrund
De första demonstrationerna som kan knytas till proteströrelsen 2013 ägde rum i Natal, Rio Grande do Norte under augusti-september 2012 och kallades informellt för "Revolta do Busão" (Buss-revolten). Demonstranterna lyckades få de lokala beslutsfattarna att sänka busspriserna. Liknande demonstrationer, som också handlade om busspriserna, ägde rum i Porto Alegre i mars 2013.

## Demonstranternas krav
Brasiliens storskaliga satsningar på Fifa Confederations Cup 2013 och Världsmästerskapet i fotboll 2014, liksom Olympiska sommarspelen 2016, evenemang som hittills krävt mycket mer pengar än kalkylerat, har bidragit till upprördheten bland demonstranterna.

## Tidslinje

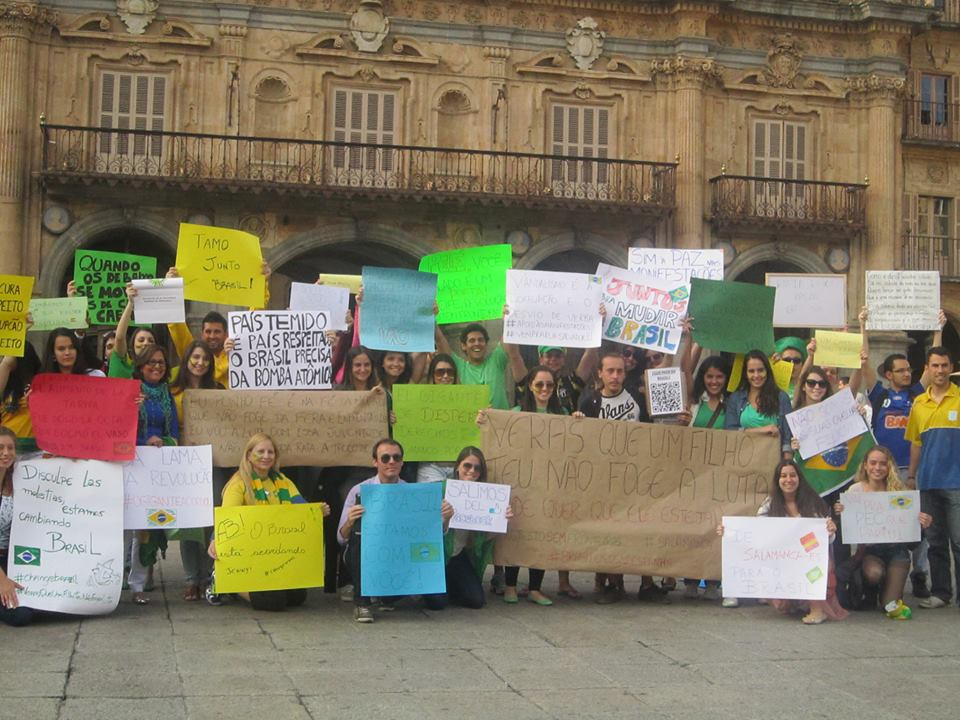
Brasilianska studenter demonstrerar i Salamanca, Spanien.

- 17 juni: Omkring 250.000 demonstrerade i olika städer den 17 juni. Den största demonstrationen ägde rum i Rio de Janeiro där ca 100.000 deltog från eftermiddagen till morgonen därpå.[9]
- 20 juni: Demonstrationer i över 100 städer och över två miljoner demonstranter.[10]